# Dietmar Kühbauer
Dietmar Kühbauer (Heiligenkreuz, 4 d'abril, de 1971) és un exfutbolista i entrenador austriac. Com a jugador, ocupava la posició de migcampista.
Kühbauer va començar la seua carrera professional a l'Admira Wacker, debutant a la lliga del seu país amb 16 anys. El 1992 fitxava pels rivals del Rapid Viena, on va guanyar la Copa i la lliga. Amb el Rapid va ser finalista de la Recopa del 96, que va perdre davant el París Saint Germain a Brussel·les. Va deixar una forta empremta en el club capitalí, i el 1999 va ser triat dins de l'equip del segle.
Arrán d'una pèrdua familiar, va deixar Austria el 1997, tot recalant en la Reial Societat. Tres anys després provava sort a la Bundesliga alemanya amb el VfL Wolfsburg. El 2002 va retornar al seu país, per jugar a l'equip de la seua infantesa, el SV Mattersburg, on es va retirar el 2008.
Al cap de poc de penjar les botes, va començar a dirigir al Trenkwalder Admira II.

## Selecció
Kühbauer ha estat 55 vegades internacional amb la selecció de futbol d'Àustria, tot marcant 5 gols. Va formar part del combinat del seu país que va acudir al Mundial de 1998.